# Ljusja Čebotina
Ljudmila Andreevna Čebotina, detta Ljusja (in russo Людмила Андреевна Чеботина?; Petropavlovsk-Kamčatskij, 26 aprile 1997), è una cantante russa.

## Biografia
Diplomatasi in canto pop e jazz, nel 2015 ha partecipato a Holos kraïny, l'adattamento ucraino di X Factor, senza raggiungere le fasi finali. Due anni dopo ha preso parte al festival New Wave presso Soči.
Nel 2019 ha ricevuto una candidatura per un Premija RU.TV, oltre a pubblicare il suo primo album in studio Bezlimitnaja ljubov'. L'anno successivo è stata partecipante all'evento Vypusknoj, presentato da Muz-TV.
Il suo secondo disco The End, messo in commercio nell'ottobre 2021, contiene la traccia Solnce Monako, che le ha valso la sua prima entrata nella Singlų Top 100 lituana, il 3º posto nella classifica russa, il primo ingresso in top ten di quella ucraina e l'ingresso in classifica di tre ulteriori Repubbliche ex-sovietiche, oltre a un premio Viktorija per la canzone dell'anno. In occasione della gala dei premi organizzata da RU.TV, tenutasi il 28 maggio 2022, la cantante ha trionfato nella categoria di miglior debutto.
Pervaja ledi, terzo LP, è uscito nel novembre 2023 ed è stato anticipato dagli estratti Abjuz, Psevdomodeli e Master satiry.

## Discografia

### Album in studio
- 2019 – Bezlimitnaja ljubov'
- 2021 – The End
- 2023 – Pervaja ledi

### Singoli
- 2017 – Pina colada
- 2017 – Ty prosto svo
- 2018 – Soblazn
- 2018 – Stat' svobodnoj (con Yan Space)
- 2018 – Davajte vspomnim vsech (con Andrej Reznikov)
- 2018 – Mimoza
- 2018 – Leto-žara (con Stas More)
- 2018 – Plochaja devčonka
- 2018 – Zaberi menja domoj (con DJ Daveed)
- 2018 – Dva vystrela
- 2018 – Noč'ju i dnëm
- 2019 – Očarovana toboj
- 2019 – Zamoročila
- 2019 – Fak ju (con Klava Koka)
- 2019 – Bud' smelej (con JurKiss)
- 2019 – Bezlimitnaja ljubov'
- 2019 – Mama znaet
- 2020 – Smelo
- 2020 – Diskonnekt (con Bahh Tee)
- 2020 – Den'gi
- 2020 – Coming Out
- 2020 – Unison (con Dmitrij Malikov)
- 2020 – Smelo
- 2020 – Mama, kak byt'?
- 2020 – Soulmate
- 2020 – Ne laj
- 2020 – Pis'mo Sante
- 2021 – Oh-oh
- 2021 – Zabyvaju (con Nikita Knosse)
- 2021 – Don
- 2021 – Nebo (con Anita Coj)
- 2021 – Mame
- 2021 – PoSOSëmsja (con Jakimo e DJ Daveed)
- 2021 – Ch'juston
- 2021 – Your Love (con Arut e Haart)
- 2021 – Trend
- 2021 – Zapomin
- 2021 – Pis'mo Sante 2
- 2022 – Aėroėkspress
- 2022 – Trigger
- 2022 – June Song
- 2022 – Plakal Gollivud
- 2022 – Sekret na dvoich (con Dima Bilan)
- 2022 – Zvučiš' vo mne (con JurKiss)
- 2022 – Sinij veter - Belyj lën (con Igor' Nikolaev)
- 2023 – Moë
- 2023 – Lučšaja podruga
- 2023 – Koroleva (con Filipp Kirkorov)
- 2023 – Celuj menja
- 2023 – Abjuz
- 2023 – Imperatrica
- 2023 – Psevdomodeli
- 2023 – Master satiry
- 2023 – Odinočestvo moë (feat. X-date)
- 2024 – Komandir
- 2024 – Za byvšego
- 2024 – Pošlju ego na
- 2024 – Dvoe odinoček (con Stas Michajlov)
- 2024 – Faraon
- 2024 – Moskva-Dubaj
- 2025 – Kabluk

### Collaborazioni
- 2020 – Fly Away (Burak Yeter feat. Emie, Ljusja Čebotina & Everthe8)

## Filmografia
- Cholop, regia di Klim Šipenko (2019)

## Riconoscimenti
- Fashion New Year Awards
  - 2024 – Show musicale dell'anno[16]
  - 2024 – Cantante fashion dell'anno[16]

- Premija Muz-TV
  - 2024 – Candidatura alla Miglior artista femminile[17]
  - 2024 – Candidatura alla Miglior cover per Imperatrica[17]
  - 2024 – Miglior collaborazione per Koroleva[18]
  - 2024 – Candidatura alla Miglior nel web[17]
  - 2025 – Miglior video dance per Za byvšego[19]
  - 2025 – Candidatura alla Miglior artista femminile[20]
  - 2025 – Candidatura al Miglior video musicale per Za byvšego[20]
  - 2025 – Candidatura al Miglior lyric video per Dvoe odinoček[20]
  - 2025 – Candidatura al Miglior concerto da solista per Pervaja ledi[20]

- Premija RU.TV
  - 2019 – Candidatura alla Cantante di Internet[5]
  - 2022 – Miglior debutto per Solnce Monako[12]
  - 2022 – Candidatura alla Miglior canzone per Solnce Monako[21]

- Rossijskaja nacional'naja muzykal'naja premija Viktorija
  - 2022 – Canzone dell'anno per Solnce Monako[11]
  - 2022 – Candidatura al Cantautore dell'anno per Solnce Monako[22]
  - 2023 – Candidatura al Video musicale dell'anno per Koroleva[23]
  - 2024 – Candidatura alla Cantante femminile dell'anno per Za byvšego[24]
  - 2024 – Candidatura al Video musicale dell'anno per Za byvšego[24]

- Žara Media Awards
  - 2024 – Video dell'anno per Za byvšego[25]
  - 2024 – Candidatura all'Hitmaker dell'anno[26]

- Žara Music Awards
  - 2025 – Show dell'anno per Pervaja ledi[27]